# Rasmus Pedersen (plantefysiolog)
 Der er flere personer med dette navn, se Rasmus Pedersen.
Rasmus Pedersen (født 29. maj 1840, død 2. maj 1905) var en dansk plantefysiolog.
Pedersen blev cand. med. 1869, studerede 1872—76 plantefysiologi i Tyskland, i Leipzig hos Schenk og i Würzburg hos Sachs. Han var en kort tid forstander for Carlsberg Laboratoriums fysiologiske afdeling, blev 1879 docent og 1887 professor ved Københavns Universitet. Foruden mindre afhandlinger om vækst, åndedræt og lignende har Pedersen 1883 offentliggjort et bind af sine udførlige forelæsninger over plantefysiologi. Heri gives en grundig redegørelse for udviklingen af kendskabet til planternes næringsstoffer.